# Lova (artist)
Lova Alvilde Sönnerbo, född 11 augusti 1998 i Bromma församling, Stockholm, är en svensk artist. 

## Biografi
Vid 14 års ålder vann hon Lilla Melodifestivalen 2012 med bidraget Mitt mod. Under artistnamnet LOVA utgavs hennes debutsingel You Me and The Silence i februari 2018. You Me and The Silence var den nästa mest spelade låten i P3 under året 2018 och den mest spelade svenska låten.
LOVA var nominerad i kategorin Framtidens artist på P3 Guld-galan den 19 januari 2019. Den 6 januari uppgavs att en ny singel var planerad att utges under januari 2019.
LOVA släppte sin andra EP "A gentleman's guide" i september 2019.  Den 23 oktober 2020 släpptes singeln "Lonely ones" som LOVA har skrivit tillsammans med Jocke Berg, Cassandra Ström och David Björk, som även producerat låten.

## Diskografi

### Album
- 2021 - Grown-ish (Universal Music AB).[9]

### EP
- 2018 – Scripted Reality (Universal Music AB).[9]
- 2019 - A Gentleman's Guide (Universal Music AB).[9]

### Singlar
- 2012 – Mitt Mod (Warner Music Sweden AB).[9]
- 2018 – You, Me and the Silence
- 2018 - Insecurities
- 2019 - My Name Isn't
- 2019 - I Can do Better
- 2019 - Daddy Issues
- 2020 - Jealous of My Friends
- 2020 - Lonely ones
- 2020 - Black Concerse (Acoustic Version) (Universal Music AB).[9]
- 2020 - Oblivion (Acoustic) (Official Music), tillsammans med Alex Holtti.[9]
- 2020 - Oblivion (Official Music), tillsammans med Alex Holtti.[9]
- 2021 - One Day Left - TOMMI Remix (Universal Music AB), tillsammans med TOMMI.[9]
- 2021 - Piece Of Me (with LOVA) (Darkroom Records), tillsammans med Gryffin.[9]
- 2021 - Didn't Know Shit - Spotify It's Hits Recording (Universal Music AB), tillsammans med JC Stewart och Kina.[9]
- 2021 - Happy New Year - Spotify Singles: Holiday (Universal Music AB).[9]
- 2022 - One Too Far (Universal Music AB).[9]
- 2023 - I Raised Your Boyfriend (Universal Music AB).[9]
- 2023 - And The Oscar Goes To (Universal Music AB).[9]
- 2023 - Ego (Universal Music AB).[9]

## Kompositioner
- 2012 – Mitt mod är skriven tillsammans med Janni Steffner och Lydia Westin.[9]